# TEM (stiftelse)
Stiftelsen TEM (Teknik, Ekonomi och Miljö) är en verksamhetsdrivande stiftelse som instiftats av Lunds universitet, Malmö stad samt Sjöbo kommun och som bedriver uppdragsforskning och uppdragsutbildning samt konsultverksamhet.
TEM grundades 1981 som ett tvärvetenskapligt projekt vid universitetet, direkt underställd rektorsämbetet, och förkortningen uttyddes då Transportteknik, Ekonomi och Miljö. TEM ombildades 1984 från projekt till stiftelse och förkortningen uttyds numera Teknik, Ekonomi och Miljö.